# 布卢默 (杂志)
《布卢默－植物分类学与植物地理学杂志》（Blumea - Journal of Plant Taxonomy and Plant Geography）是由荷兰国家植物标本馆出版，是一本经过植物学界同行评鉴的植物学杂志。其得名于荷兰植物学家卡尔·路德维希·布卢默。
其自1934年出版至今，仅在第二次世界大战期间短期中断过。它涉及分类学、形态学，解剖学，生物地理学和包括原产于东南亚、非洲亚撒哈拉地区（不包括南非）和南美洲的被子植物与孢子植物在内的生态学。《布卢默》每年三期，每期约600页。

## 扩展阅读
- 出版主页
- Blumea online at IngentaConnect （页面存档备份，存于）